# أتيليانو
أتيليانو (بالإيطالية: Attigliano)‏ هي بلدية في مقاطعة تيرني في إقليم أومبريا الإيطالي.

## السكان
في سنة 1861 بلغ عدد السكان 484 نسمة، وتطور العدد ليصل في سنة 2011 لـ 1٬917 نسمة.
يظهر هذا المخطط البياني تطور النمو السكاني لـ أتيليانو